# Национална библиотека Новог Зеланда
Национална библиотека Новог Зеланда (маор. Te Puna Matauranga o Aotearoa) има улогу да обогати културни и економски живот Новог Зеланда и његову размену са другим земљама. По закону из 2003. библиотека такође има улогу да:
- прикупља, чува, и заштити документа, нарочито она која се односе на Нови Зеланд и омогући њихов приступ свим грађанима Новог Зеланда, на начин који је у складу са њиховим статусом документарне баштине; и
- допуњује и унапређује рад других библиотека на Новом Зеланду; и
- сарађује са другим институцијама са сличним циљевима, укључујући и оне које чине део међународне библиотеке.

Библиотека подржава школе кроз пословну јединицу и услуге у школама, које имају курикулум и саветодавне филијале по Новом Зеланду. Седиште библиотеке је близу Парламента Новог Зеланда и Апелационог суда на углу улица Аиткен и Молесворт, Велингтон. 
Министар за државне службе је 25. марта 2010. године објавио да ће архива Новог Зеланда и Национална библиотека Новог Зеланда бити спојени у Одељење за спољашње послове.

## Историја
Национална библиотека Новог Зеланда основана је 1965. године када су се Библиотека Александра Турнбула, Библиотека Генералне скупштине и Служба Националне Библиотеке окупиле по Закону Националне библиотеке, 1965. године. Године 1980. Архив новозеландске музике основан је на предлог новозеландског композитора Дагласа Лилбурна. 
1985. године Библиотека Генералне скупштине се одвојила од Националне библиотеке и сада је позната као Парламентарна библиотека. Особље и колекције са 14 различитих места око Велингтона су централизоване у новој згради Националне библиотеке, званично отворене у августу 1987. За архитектуру зграде се наводи да је била под великим утицајем дизајна Бостонске дворане, али не треба искључити директно упућивање на Централну библиотеку у Бирмингему. 1988. године Национална библиотека постала је аутономна владина служба, где је раније управљало Одељење за образовање. Исте године, Библиотека је преузела име Маори Те Пуна Матауранга о Аотеароа, која преведена значи: извори знања Новог Зеланда.
Почетком 1998, рачунарски пројекат вредан 8,5 милиона америчких долара је укинут.
Зграда Националне библиотеке је требало да се прошири и надогради у периоду 2009-2011, али је предстојећа влада значајно смањила обим посла, смањила буџет за то и одложила почетак, расправљајући забринутост око трошкова пројекта и смањења доступности колекција и објеката током грађевинских радова. Зграда је затворена на две године, поново је отворена у јуну 2012. године, док је реновација настављена.

## Колекције
Колекције Националне библиотеке чувају се у главној згради у Веллингтону и неколико других градова на Новом Зеланду. Библиотека има три главне групе: Опште колекције, школске колекције и збирке Библиотеке Александра Турнбула. Приступ многим колекцијама се пружа преко дигиталних производа и онлајн извора.
Генералне колекције се фокусирају на подршку информационим потребама грађана Новог Зеланда кроз услуге за појединце, школе и истраживаче, уз значајне збирке као што је колекција Дороти Неал Вајт. Школска колекција садржи књиге и друге материјале који подржавају наставу и учење у новозеландским школама.

## Библиотека Александра Турнбула
Збирке библиотеке Александра Турнбула налазе се под заштитом Националне библиотеке и обично се држе у згради Велингтон. Назив је добио по Александру Хорсбургх Турнбулу (1868—1918), чија је заоставштина нацији укључивала 55.000 запреминских језгара тренутне колекције. Према Закону је задужена да:
- Очува, заштитити, развије и учини доступним за све становнике Новог Зеланда збирке те библиотеке у трајности и на начин који је у складу са њиховим статусом документарне баштине и таонга; и
- Развије истраживачку збирку и услуге Библиотеке Александра Турнбула, посебно у областима студија Новог Зеланда и Пацифика и ретких књига; и
- Развије и одржава свеобухватну збирку докумената који се односе на Нови Зеланд и народ Новог Зеланда.[9]

Турнбул је опширно прикупио дела Џона Милтона, а библиотека сада поседује Милтонове радове који су "рангирани међу најквалитетнијим у свету" и "добре колекције песничке разноликости из седамнаестог века и Драјден материјала ... поред квалитетних колекција књижевних магазина.
Турнбулл кућа, бивша локација библиотеке у улици Бовен у центру Велингтон, сада управља Наслеђе Нови Зеланд.

## Услуге у школама
Услуге у школама је пословна јединица која подржава основне и средње школе у Новом Зеланду кроз услуге наставног плана и саветодавних услуга. 
Службе наставног плана поседују ставке из своје Школске колекције ради побољшања наставе и учења у школама у Новом Зеланду. Збирка има јединствени асортиман нових ресурса из Новог Зеланда и међународних наставних планова, укључујући фикције и видео записе, ЦД-ове и DVD-ове. Сваки наставник може приступити и позајмљивати из 600.000 предмета у колекцији и користи га 98% школа из Новог Зеланда. Службе наставних планова издају скоро 1,5 милиона ресурса сваке године. 
Центри за услуге наставног плана у Окленду и Крајстчерчу пружају услуге на даљину за наставнике путем бесплатног факса, телефона, е-поште, поште и онлајн упитника, а наставници могу посетити центре за одабир средстава. Особље помаже и саветује наставнике о одговарајућим средствима и одабира и шаље предмете у одговору на захтеве тема наставника. 
Саветодавна служба подржава развој школске библиотеке, пружа бесплатне информације и савете о управљању школским библиотекама и пружа професионални развој. Библиотекарски саветници на 14 локација широм Новог Зеланда помажу и подржавају школе у планирању и развоју у овим подручјима. Свака школа из Новог Зеланда може да користи Саветодавну службу. Публикација "Школска библиотека и учење у информационом пејзажу: смернице за новозеландске школе" пружа водећа начела за развој школске библиотеке. 

## Национални архив дигиталне баштине
Национална библиотека дигиталне баштине, основана 2004. године, представља партнерство између Националне библиотеке, Екс Либриса и Сан Мајкросистемса за развој дигиталног архива и система за очување пословања. Дигитални складишни систем обезбеђује да веб странице, дигиталне слике, ЦД-ови, DVD-ови и други дигитално-рођени и дигитализовани предмети који чине колекцију дигиталне баштине Библиотеке, упркос техничкој застарелости, очувају и остану доступни истраживачима, студентима и корисницима библиотека сада и у будућности. 

## Пејпр Паст (Papers Past)
Веб страница Пејпр Паст, коју води Народна библиотека Новог Зеланда, пружа бесплатан приступ дигитализованим новинама, часописима, писмима, дневницима и парламентарним радовима из 19. и 20. века. Покренута је 2001. године.